# Семёнов, Алексей Фадеевич
Алексей Фадеевич Семёнов (6 апреля 1921 — 8 мая 1951) — сапер; командир отделения 590-го отдельного сапёрного батальона 289-й стрелковой дивизии 32-й армии Карельского фронта, ефрейтор.

## Биография
Родился 6 апреля 1921 года в городе Бобруйске Могилёвской области. Окончил 5 классов Бобруйской средней школы № 17. Работал на местном судоремонтном заводе.
В Красной Армии с 1940 года. На фронте в Великую Отечественную войну с июня 1941 года. Член ВКП/КПСС с 1942 года. Воевал на Карельском и Волховском фронтах.
Сапер 590-го отдельного сапёрного батальона ефрейтор Алексей Семёнов 21 июня 1944 года, находясь в группе разграждения при головном отряде 289-й стрелковой дивизии, у озера Стораннее, расположенное в тринадцати километрах севернее населённого пункта Медвежья Гора, обезвредил большое количество вражеских противотанковых и противопехотных мин.
22 июня 1944 года при атаке сильно укреплённого рубежа обороны неприятеля в районе железнодорожной станции Пендуши-Массельскя ефрейтор Семёнов, несмотря на ранение, снял тринадцать вражеских противотанковых мин.
Приказом по 289-й стрелковой дивизии № 0132 от 5 июля 1944 года за мужество и отвагу проявленные в боях ефрейтор Семёнов Алексей Фадеевич награждён орденом Славы 3-й степени.
В период боёв с 6 июля по 1 августа 1944 в районе карельского населённого пункта Котие-озеро ефрейтор Алексей Семёнов, действуя в передовом отряде разграждения, под ураганным огнём неприятеля обезвредил более двухсот мин.
4 августа 1944 года при отражении контратак врага у карельского населённого пункта Лутиккавара сапёр Алексей Семёнов из автомата уничтожил нескольких пехотинцев противника, а в рукопашной схватке — одного офицера.
Приказом по 32-й армии № 0430 от 25 августа 1944 года за мужество и отвагу проявленные в боях ефрейтор Семёнов Алексей Фадеевич награждён орденом Славы 2-й степени.
18 августа 1944 года командир отделения 590-го отдельного сапёрного батальона Алексей Семёнов произвёл разведку переправы через реку Вариа-Иоки в местечке Лиусваара, в короткий срок вместе с бойцами вверенного ему отделением восстановил мост, что позволило частям 289-й стрелковой дивизии без задержки переправиться на противоположный берег.
В период с 25 сентября по 6 октября 1944 года отделение ефрейтора Алексея Семёнова обезвредило свыше пятисот мин.
6 октября 1944 ефрейтор Семёнов был ранен в плечо, но поля боя не покинул, и продолжал разминирование.
Представление к награде — ордену Славы 1-й степени — подписал Маршал Советского Союза Мерецков К. А. Указом Президиума Верховного Совета СССР от 24 марта 1945 года за образцовое выполнение заданий командования в боях с немецко-вражескими захватчиками ефрейтор Семёнов Алексей Фадеевич награждён орденом Славы 1-й степени, став полным кавалером ордена Славы.
В 1944 году старшина Семёнов А. Ф. демобилизован. Жил в городе Бобруйске. Работал на кирпичном заводе. Скончался 8 мая 1951 года.
Награждён орденами Славы 1-й, 2-й, 3-й степени, медалями.